# Бій за острів Рахмансаарі
Бій за острів Рахмансарі відбувався на початку вересня 1941 року на Ладозькому озері, з радянського боку була залучена Ладозька військова флотилія.

## Обставини, що передували боям
5 серпня 1941 року на острові Валаам створено маневрену базу Ладозької військової флотилії, командував генерал-майор берегової служби Б. Н. Ненашев, помічником по морській частині був капітан 2-го рангу Г. Н. Арсеньєв. Ще перед розгортанням на Валаамі було встановлено морські 120-мм гармати, 3 батареї 45-мм гармат та кулеметні пункти. Під командою лейтенанта З. Н. Слободова на Рахмансаарі прибула рота морської піхоти — 122 бійці із 3 станковими кулеметами, 3 мінометами та 45-мм гарматою. 60 бійців розташувалися на островах Верккосарі та Хейнясенма. Завданням загонів було спостерігати за діями противника та у випадку висадження затримувати до підходу підкріплення.
Після досягнення фінськими військами Ладозького озера до 6 серпня на водну гладінь суходолом було переправлено до 150 моторних катерів, 4 самохідних пороми, 2 буксири та сформували флотилію. 10 серпня фінські війська зайняли Лахденпох'я, 15-го — Сортавалу. В останніх числах серпня радянські війська полишили північне узбережжя Ладозького озера.

## Перебіг боїв
7 вересня на світанку після артилерійської підготовки під прикриттям артилерійського вогню берегових батарей з катерів та баркасів почалася висадка на Рахмансарі фінських сил. Радянські війська виявили намір фінів десантуватися, командир роти морських піхотинців З. Н. Слободов повідомив у штаб бригади на острів Валаам, що фіни зазнали значних втрат від рушничного вогню гарнізону острова. Однак фіни зуміли розчленувати радянські оборонні споруди, і вже у другій половині дня були оточені основні опорні пункти оборони. Для підтримки гарнізону терміново відправлено загін, що складався із канонерського човна, одного більшого та 5 менших катерів, висаджено 105 червоноармійців. Катер МО-206 артилерійським вогнем ліквідував три фінські катери та кілька шлюпок з десантом. Частина гарнізонів сусідніх островів перекидається для посилення гарнізону Рахмансарі.
8 вересня радянські катери, починаючи з ночі, намагалися підвезти набої на Рахмансарі, яких червоноармійцям не вистачало, ближче до вечора почалися рукопашні сутички. 9 вересня до острова прибув сторожовий корабель «Конструктор» під орудою капітана 2 рангу Георгія Арвідовича Зеланда. «Конструктор» з канонерським човном «Вира» та «морським мисливцем»-206 зуміли потопити самохідний понтон з фінським десантом. Однак закінчувалося паливо, багато було поранених, відплисти з проханням не вдавалося — посильних ліквідували фінські снайпери.
9 вересня військове керівництво віддало наказ евакуювати гарнізони островів Рахмансаарі, Хейнясенма та Верккосаарі. До ранку 10 вересня гарнізони Хейнясенма та Верккосаарі евакуйовані, до 11 вересня відбувалися безуспішні спроби евакуації з Рахмансарі. 10 вересня вдалося підібрати 5 червоноармійців, на острові загинуло 110.